# ガゴメコンブ
ガゴメ、ガゴメコンブ（籠目昆布、学名：廃・Saccharina sculpera、現・Kjellmaniella crassifolia）は、コンブ科ガゴメ属の褐藻の1種。
潮下帯というより、マコンブの生息帯の、より深場にいる海藻で、岩場に固定する付着器に茎と葉がつく、葉は分かれない大型褐藻類（コンブ類・ケルプ類）の典型的な形態である。葉全体に雲紋状の凹凸模様があるのが特徴で、その外見が籠目に似ていることから名付けられた。俗にガメと呼ばれる。カゴメノリ属とは別。
フコイダンを多く含むことでも知られ、他の藻類と比較してもフコイダンの種類が多角的で、健康補助食品（サプリメント）、化粧品、加工食料品に利用される（より具体例は § 利用参照）。

## 分布
日本近海では北海道南部から下北半島（青森県）北側の沿岸に分布する。さらに樺太南部、間宮海峡付近及び朝鮮半島東海岸北部にも分布する。

## 利用
食用になる。北海道函館市では、「がごめ飯」の名称で産官学共同で商品化し、新たな名産品として提供されている(刻みのガゴメの米飯に海産物を載せた品)。加工品では、とろろ昆布やおぼろ昆布、松前漬け、塩昆布などの原料になっている。サプリメント商品も出ている。
韓国においても採集や食料利用はあるとされる。
函館ではコロナ禍のさなか、がごめ昆布飴が無償配布され、ゆるキャラの「ガゴメマン」（北大・安井肇が考案）も配布にくわわった。